# Non sequitur
Non sequitur signifie, en latin, « qui ne suit pas les prémisses ». En logique formelle, un argument est un non sequitur si la conclusion ne suit pas les prémisses. 

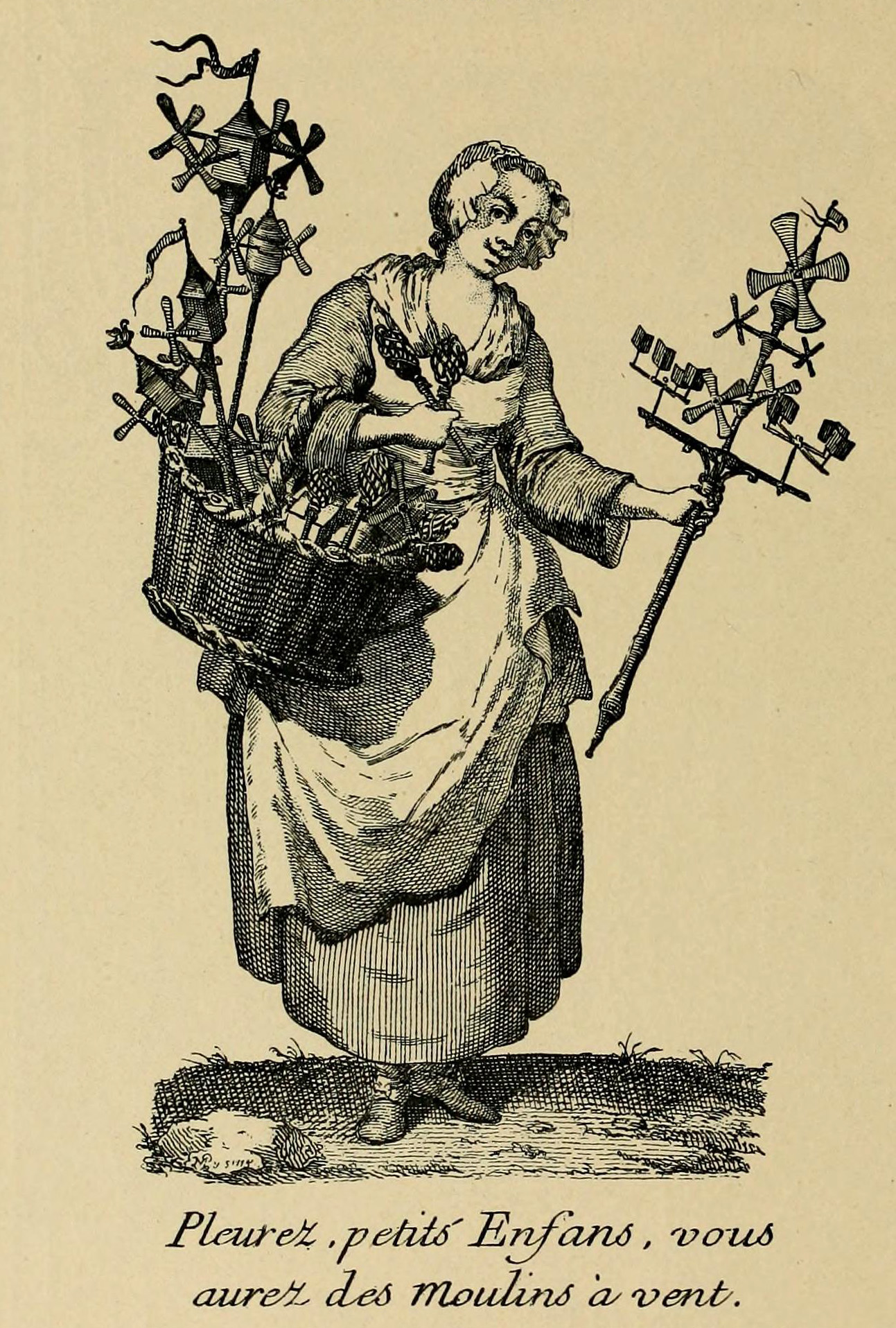
Un cadeau n'est pas la suite nécessaire des pleurs, mais cette gravure du XVIII donne à penser le contraire.

Le terme de non sequitur a une application spéciale en droit, sous une définition juridique formelle.

## Sophisme
Le non sequitur peut désigner un sophisme. Bien que la conclusion puisse être soit vraie soit fausse, le raisonnement est fallacieux car il ne suit pas les prémisses. Tous les sophismes sont en fait des sortes différentes de non sequitur[réf. souhaitée]. 
Dans ce cas, le non sequitur est issu d'erreurs sur la notion logique d'implication (ou condition suffisante). L'affirmation « Si A est vraie, alors B est vraie » peut s'écrire « A implique B »  (ou « A ⇒ B » en langage formel).
L'erreur de raisonnement (voulue ou non par son auteur) fait donner à cette implication plus de force qu'elle n'en a réellement, en lui attribuant par erreur la force d'une équivalence ou condition nécessaire et suffisante.

## Formalisme
Le non sequitur peut s'exprimer sous les formes suivantes :
1. Si A est vraie, alors B est vraie.
2. B est vraie.
3. Donc, A doit être vraie.

Exemple : 
1. Si je suis à Tokyo (A), alors je suis au Japon (B).
2. Je suis au Japon.
3. Donc, je dois être à Tokyo.

Alors qu'en réalité, je pourrais être n'importe où au Japon.
La forme suivante est également un non sequitur :
1. Si A est vraie, alors B est vraie.
2. A est fausse.
3. Donc, B est fausse.

Exemple :
1. Si je suis à Tokyo (A), alors je suis au Japon (B).
2. Je ne suis pas à Tokyo.
3. Donc, je ne suis pas au Japon.

Alors qu'en réalité, Tokyo n'est qu'une ville parmi plusieurs autres villes japonaises, je peux donc être au Japon sans forcément être à Tokyo.